# Aktenkunde

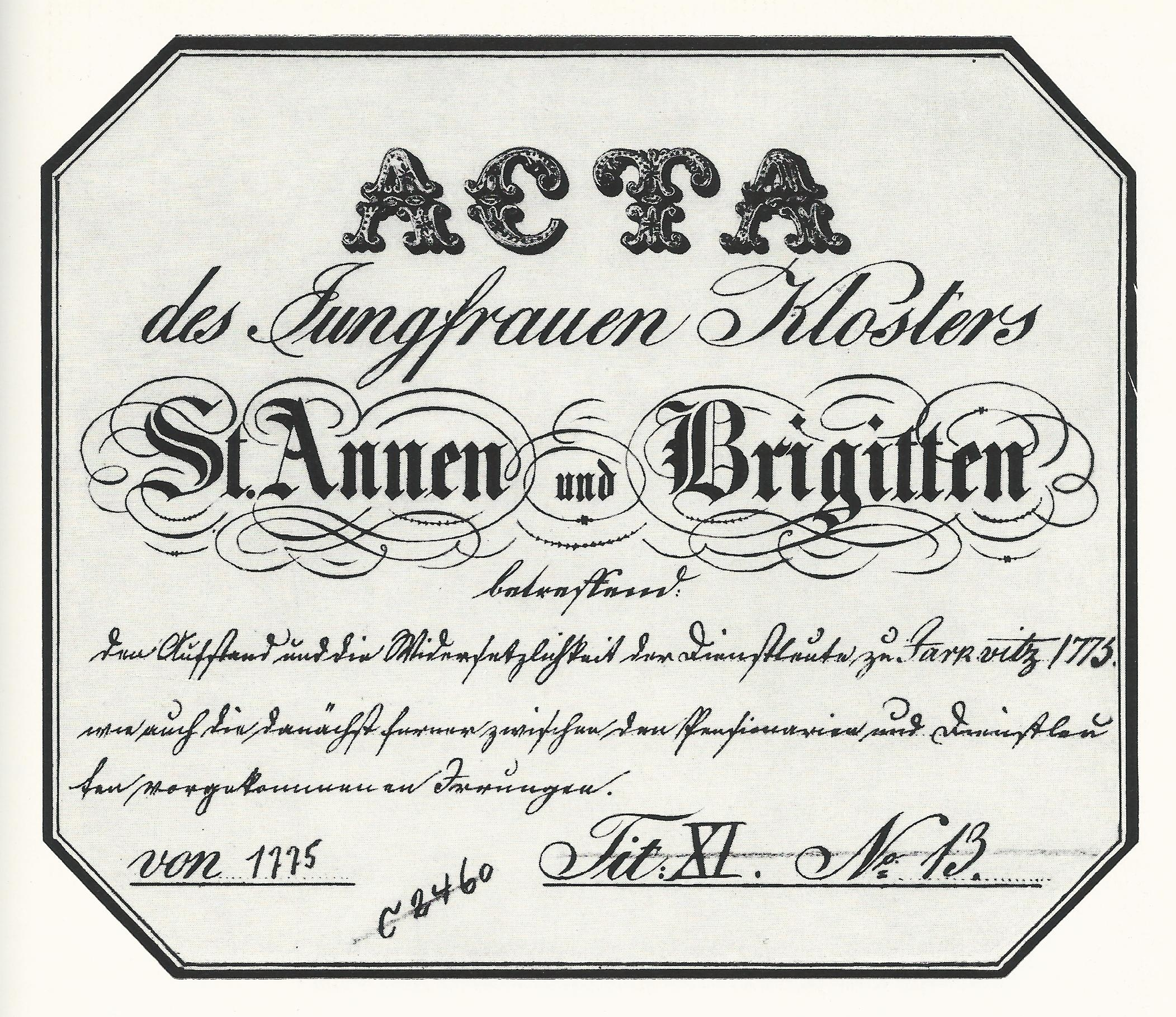
Aktentitel aus dem Stadtarchiv Stralsund, 1775

Die Aktenkunde (auch: Aktenlehre) ist eine Historische Hilfswissenschaft, die sich mit den Formen und der Entstehungsweise der spätmittelalterlichen und neuzeitlichen Akten beschäftigt. Der Schwerpunkt liegt bei behördlichen Schriftstücken. Sie übernimmt einen Teil ihrer Methoden aus der Diplomatik, hat jedoch seit Heinrich Otto Meisner ein eigenes Lehrgebäude errichtet. Die Aktenkunde bietet die Grundlage für ein quellenkritisches Aktenstudium. Sie hinterfragt jedes Schriftstück mit besonderen Kriterien.

## Unterteilung
Die Aktenkunde unterteilt sich in:
- die analytische Aktenkunde
- die genetische Aktenkunde und
- die systematische Aktenkunde.

Die analytische Aktenkunde untersucht die inneren und äußeren Formen der Akten. Die äußere Analytik beschäftigt sich beispielsweise mit dem verwendeten Papier, der angewandten Verschlussform, dem Schreibstoff und Schreibgerät. Die innere Analytik beschäftigt sich mit Aufbau des Geschriebenen.
Die genetische Aktenkunde untersucht den Entstehungsprozess der Akten innerhalb der Behörde und beschäftigt sich mit den verschiedenen Vermerken.
Die systematische Aktenkunde stellt eine Typologie der Akten mit klaren Richtlinien auf.
Das Auffinden von Akten wird durch identifizierende Aktenzeichen ermöglicht.

## Geschichte

### Anfänge des Aktenwesens bis zum 18. Jahrhundert
Im Verlauf des 13. Jahrhunderts treten immer mehr anderweitige Schriftstücke aus den unterschiedlichsten staatlichen und gesellschaftlichen Bereichen auf. Im Gegensatz zu den Urkunden beinhalten diese keine rechtlichen Sachverhalte. Die Zunahme der Schriftstücke ist insbesondere auf die Ausbildung des Städtewesens und der fürstlichen Landesherrschaft zurückzuführen. Auf diese Weise entstand auch eine erste Art von organisiert arbeitender Verwaltung, für deren Arbeit schriftliche Aufzeichnungen eine große Rolle spielten. Zudem konnten mit Hilfe dieser Aufzeichnungen alltägliche Geschäfte vereinfacht werden und auf Verlangen Rechenschaft beim Landesherren abgeliefert werden.
Im 15. und 16. Jahrhundert entwickelte sich das Verwaltungswesen dahingehend, dass ihm immer mehr Befugnisse eingeräumt wurden, womit das Aktenwesen zunahm.

### Das Aktenwesen im 18. Jahrhundert
Im 18. Jahrhundert setzte sich in den Behörden das Kollegialsystem durch. Eingehende Schriftstücke werden demnach nicht von einzelnen Beamten, sondern einem Kollegium bearbeitet. Dieses Kollegium trat mehrfach in der Woche zusammen, um gemeinsam über die eingegangenen Schriftstücke zu beraten. Diese Sitzungen dienten dazu, einen Beschluss über das eingegangene Schriftstück zu befassen. Der Beschluss dient der Reaktion auf ein Schreiben oder ein mündlich vorgetragenes Anliegen. Er kann direkt auf dem zu beantwortenden Schriftstück oder in einem so genannten Protokollbuch festgehalten werden. Des Weiteren besteht die Möglichkeit der Beantwortung durch einen einzigen Beamten. Dieser Beamte oder auch Referent macht Angaben zum eingegangenen Schriftstück. Sowohl der Beschluss als auch die Angabe bilden ein Konzept mit dessen Hilfe ein Sekretär eine Reinschrift erstellen soll. Dieses Konzept kann u. U. diverse Vermerke beinhalten. Diese sind:
- Konzipierungsvermerk
- Revisionsvermerk
- Mundierungs- oder Fertigungsvermerk
- Gebührenvermerk
- Abgangsvermerk

Ist die Reinschrift angefertigt worden, dient zur Beglaubigung die Unterschriften des gesamten Kollegiums. Ist die Reinschrift verschickt worden, spricht man von der Ausfertigung. Wenn die Ausfertigung beim Empfänger nicht zu den Akten genommen werden soll, beginnt der Ablauf dort von Neuem.
Zusätzlich zur Reinschrift, kann eine Abschrift angefertigt werden, die für unterschiedliche Zwecke (weitere Bearbeitung, privates Interesse etc.) und unterschiedlichen Zeiten entstehen kann.
Im 18. Jahrhundert gibt es eine Vielzahl an Schriftstücken, die bearbeitet werden können. Diese sind:
- Weisungen (Privilegien, Edikte, Reskripte, Handschreiben, Kabinettorders)
- Berichte
- Suppliken
- Mitteilungsschreiben
- Interne Aufzeichnungen

### Das Aktenwesen im 19. Jahrhundert
Der Verwaltungsapparat wurde aufgrund von Neuerungen grundlegend umstrukturiert. Eine Behörde war von nun an in Dezernate und Büros unterteilt. Dort herrschte eine pyramidische Hierarchie. Das Kollegialsystem des 18. Jahrhunderts wurde zunächst reformiert und dann abgeschafft. Die Bearbeitung der einzelnen Schriftstücke nahm zu viel Zeit in Anspruch und das System wurde der zunehmenden Spezialisierung nicht gerecht. An die Stelle des Kollegialsystems trat deshalb das so genannte Präsidialsystem. Mit ihm vollzog sich ein Wandel hin zur sachlichen Geschäftsverteilung und der verantwortlichen Einzelleitung. Der „Chef“ war von nun an wirklicher Vorgesetzter aller Beamten der Behörden und hatte die Hauptentscheidungsgewalt und Weisungsbefugnis inne. Die eingegangenen Schriftstücke wurden jetzt von dafür abgestellten Beamten bearbeitet, wobei die Relevanz des Schriftstücks über den Rang des Beamten entschied, der sich damit befasste. Folglich wurden die wichtigen und seltenen Anliegen vom Behördenleiter/Dezernenten selbst bearbeitet.
Der Ablauf der Bearbeitung innerhalb der Behörde bleibt ähnlich dem im 18. Jahrhundert. Lediglich Angabe und/oder Konzept, das jetzt auch Entwurf genannt wurde, konnten wegfallen oder wurden durch Durchschriften und Durchschläge (Schreibmaschine) ersetzt. Die Vermerke konnten von nun an auch direkt auf die Durchschrift gesetzt werden. Diese sind:
- Konzipierungsvermerk
- Zeichnungsvermerk
- Fertigungsvermerk
- Vergleichsvermerk
- Abgabevermerk
- Gebührenvermerk
- Wiederholungsvermerk
- z. d. A. (zu den Akten) bzw. ad acta – Verfügung

Der weitere Ablauf gleicht dem im 18. Jahrhundert. Wobei zur Beglaubigung nicht mehr das gesamte Kollegium unterschreibt, sondern lediglich der Aussteller im Namen seines Vorgesetzten.
Im 19. Jahrhundert gibt es eine Vielzahl an Schriftstücken, die bearbeitet werden können. Diese sind:
- Weisungen (Gesetze, Rechtsverordnungen, Verwaltungsverordnungen, Verfügungen an Bürger und nichtstaatliche Einrichtungen, Verfügungen an Behörden)
- Berichte
- Anträge und Beschwerden
- Mitteilungsschreiben
- Interne Aufzeichnungen

## Sonstiges
Wegen ihrer ganz eigenständigen äußeren Form und wegen ihres Charakters als systematische Zusammenstellung einer Vielheit von Einzelinformationen werden die Amtsbücher inzwischen von den Akten getrennt von der Amtsbücherkunde erforscht.